# Dialeges scabricornis
Dialeges scabricornis là một loài bọ cánh cứng trong họ Cerambycidae.